# Корбі (Арджеш)
Корбі (рум. Corbi) — село у повіті Арджеш в Румунії. Входить до складу комуни Корбі.
Село розташоване на відстані 138 км на північний захід від Бухареста, 47 км на північ від Пітешть, 132 км на північний схід від Крайови, 75 км на південний захід від Брашова.

## Населення
За даними перепису населення 2002 року у селі проживали 1674 особи, з них 1672 особи (99,9%) румунів. Усі жителі села рідною мовою назвали румунську.